# Hilmir Snær Guðnason
Hilmir Snær Guðnason (* 24. Januar 1969 in Reykjavík) ist ein isländischer Schauspieler.
Der in seinem Heimatland bekannte Schauspieler spielt sowohl in Filmen als auch auf der Bühne.

## Filmografie (Auswahl)
- 1995: Pony Trek
- 1995: Agnes
- 1997: A Legent to Ride (Fernsehserie)
- 1997: Fóstbræður (Fernsehserie)
- 2000: The Summer of My Deflowering
- 2000: On Top Down Under
- 2000: Engel des Universums (Englar alheimsins)
- 2000: Myrkrahöfðinginn
- 2000: 101 Reykjavík
- 2001: Möwengelächter (Mávahlátur)
- 2002: Reykjavík Guest House: Rent a Bike
- 2002: Die kalte See (Hafið)
- 2003: Blueprint
- 2004: Erbsen auf halb 6
- 2005: Every Colour of the Sea is Cold (Allir litir hafsins eru kaldir)
- 2005: Guy X
- 2019: Weißer weißer Tag (Hvítur, Hvítur Dagur)
- 2021: Lamb
- 2025: Der letzte Takt

## Auszeichnungen
Edda 2022
- Auszeichnung als Bester Hauptdarsteller (Lamb)[1]